# Траверзес (Торино)
Траверзес је насеље у Италији у округу Торино, региону Пијемонт.
Према процени из 2011. у насељу је живело 40 становника. Насеље се налази на надморској висини од 1601 м.